# Splav Meduze
Splav Meduze ili Brodolomnici s fregate Meduza je remek-djelo slikara Théodorea Géricaulta zasnovano na stvarnim događajima brodoloma fregate Meduza. Izložena na pariškom Salonu 1819. godine, slika je bila presudna u pojavi romantizma u umjetnosti.

## Povijest
Dana 2. srpnja 1816. godine francuska fregata Meduza je udarila u greben Banc d'Arguin nadomak zapadnoafričke obale. Kapetan i njegovi oficiri su se ukrcali na šest čamaca za spašavanje sa samo nekolicinom putnika. Ostalih 149 putnika i članova posade je ukrcano na improvizirani drveni splav koji je kapetan vezao za čamce za spašavanje, samo da bi ih kasnije otkačio i napustio. Sljedećih trinaest dana splav Meduze je prošao kroz pakao smrti, bolesti, pobune, gladi i kanibalizma. Samo je petnaest ljudi preživjelo na njegovoj plovidbi.
Ova epizoda je postala državnim skandalom kada se saznalo da je kapetan svoje namještenje dugovao monarhističkim simpatijama prema kralju, a ne svojim zaslugama. Nadalje, francuska vlada je pokušala prikriti najgore detalje incidenta. Istina o pravim događajima je izašla na vidjelo tek kada je brodski kirurg, jedan od preživjelih sa splava, objavio detalje nesreće nakon što su mu odbili zahtjev za naknadom kao žrtvi.  Géricault se osjetio pozvanim da ustane protiv društvene nepravde i napravi sliku o borbi čovjeka protiv prirode.
Kako bi postigao što veći nivo autentičnosti, Géricault je razgovarao s preživjelima i napravio brojne studije mrtvih i umirućih u bolnicama prije nego što je počeo slikati finalno platno. Čak je pronašao preživjelog stolara s Meduze i dao mu da mu napravi kopiju pravog splava u razmjeri. Naposljetku je Géricault obrijao glavu, zatvorio se u svoj atelijer 28. lipnja 1818. i izašao tek u srpnju 1819. kada je dovršio svoje remek-djelo.
Nakon što je, usprkos negodovanjima, izloženo na pariškom Salonu 1819. godine, to se radikalno djelo pokazalo iznimno kontroveznim, jer je kritiziralo aktualnu vlast, ali i predstavljalo izazov tradicionalnim umjetničkim pravilima pomodnog neoklasicizma. Izvorno je bilo izloženo iznad ulaza tako da ne privlači mnogo pozornosti, a kasnijim premještanjem su se otrkili umjetnikova vještina baratanja kistom i sjajnim bojama. Slika je postala mjestom okupljanja liberala, ali je i najavljivala novo razdoblje francuskog povijesnog slikarstva. Iako Gericault nikada nije prodao niti jednu svoju sliku, postao je nadahnućem brojnim romantičarima poput Delacroixa, te sve do Paula Cézannea.

## Odlike
Géricault je prikazao trenutak kada su nesretni brodolomnici ugledali brod na horizontu i očajnički ga zovu u pomoć. Zavijeni oblici podsjećaju na Michelangelove figure sa svoda Sikstinske kapele iz slike “Potop”, a u atmosferi nemirnog mora i neba odzvanjaju stihovi engleskog romantičarskog pjesnika Coleridgea, “Pjesma drevnog moreplovca”. Strašni prizor Géricault je prikazao bez imalo plemenitosti ili dostojanstva; nema jakih boja, samo bolećljivo svjetlo i mračno, pobješnjelo more. U prednjem planu otac oplakuje svoga mrtvog sina. I druga mrtva tijela vise s ivica splava, dok u pozadini, desno, grupa izluđenih brodolomnika s nadom gleda u pravcu udaljenog broda. Sam splav je valom blago podignut nagore, a jedro je napeto snažnim vjetrom. Tako je promatračevo oko usmjereno ravno na palubu splava prema mrtvim tijelima, a potom lagano prema gore prateći dijagonalu središnjih figura, da bi završilo na crvenoj tkanini kojom maše uspravljeni čovjek.
Ovom slikom Géricault je uklopio romantičarsku sklonost avanturama i osobnim slobodama sa stvarnim događajem u kojem žrtve nepravde se bore protiv sila prirode za goli opstanak.